# Рудий, рудий, ластатий
Рудий, рудий, ластатий (рос. Рыжий, рыжий, конопатый) — радянський короткометражний мальований мультфільм 1971 року режисера Леоніда Носирєва.
Третій із трьох сюжетів мультиплікаційного альманаху Весела карусель N°3.

## Сюжет
У мультфільмі розповідається про рудого хлопчика Антошка (той самий, якого звали копати картоплю), з якого всі сміялися і дражнили: «Рудий, рудий, весь ластатий, убив дідуся лопатою!». Антошка прийшов до свого дідуся (з яким співав пісню для двох веселих гусей у 2 випуску), а дід і каже йому: «У мене теж ластовиння!» Хлопчик заліз на дах, а сонечко йому каже: «Я ж теж рудим вродило. Я ж, якщо захочу, всіх підряд роззолочу. Ану, подивися, що вийшло!» Антошка глянув і побачив, що всі стали рудими: «А якщо кожен ластат, де на всіх набрать лопат?»
Вступні слова (оригінал):

Если мальчик конопат,

Разве мальчик виноват,

Что на свет родился конопатым?

Но, однако, с малых лет

Пареньку прохода нет,

И кричат девчонки и ребята:

«Рыжий, рыжий, конопатый,

Убил дедушку лопатой!»

— А он дедушку не бил,

А он дедушку любил!

слова: Едуард Успенський, музика Євген Ботяров

## Знімальна група
- Сценарист: Едуард Успенський
- Режисер і художник: Леонід Носирєв
- Композитор: Євген Ботяров
- Актори:
  - Олександра Бабанка
  - Світлана Шурхіна
  - Клара Рум'янова
  - Тамара Дмітрієва
  - Геннадій Дуднік
  - Юлія Юльська
  - Маргарита Корабельнікова

## Антошка
Рудий хлопчик Антошка є візитною карточкою режисера Леоніда Носирєва. Крім мультфільму "Рудий, рудий, веснянкуватий", режисер використав цього персонажа у мультфільмах Антошка, Два веселих гуся, Фантазери з села Угори.